# Smelowskia calycina
Smelowskia calycina là một loài thực vật có hoa trong họ Cải. Loài này được (Stephan) C.A. Mey. miêu tả khoa học đầu tiên năm 1831.